# Aldobrandí Polentani
Aldobrandí II Polentani fou fill i successor de Guiu III Polentani.
El 1389 Guiu III fou empresonat pels sis fills, Bernardí II Polentani, Ostasi II Polentani, Obizzo Polentani, Aldobrandí Polentani, Azzo Polentani i Pere Polentani, i fou deixat morir de gana a la cel·la (1389).
Aldobrandi va morir el 1406. Estava casat amb una dama de la família dels Manfredi de Faenza amb la que va tenir una filla, Alda, que es va casar a Gibert Pio de Savoia.